# Estação Ulitsa Dybenko
Ulitsa Dybenko (em russo:  Улица Дыбенко) é a estação terminal da linha Pravoberejnaia (Linha 4) do metro de São Petersburgo, no sentido sul.